# Malagueña Salerosa
Malagueña Salerosa is een van oorsprong Mexicaans volksliedje. Het liedje bestond al enkele jaren, voordat het in de 20e eeuw werd geclaimd door de Mexicanen Elpidio Ramirez en Pedro Galindo. De titel werd vaak ingekort tot La Malagueña. De tekst gaat over een mooie vrouw uit (het niet nader aangeduide) Málaga.
Er zijn meer dan honderd covers van dit liedje bekend. Artiesten als Trini Lopez, Helmut Lotti, Imca Marina en José Feliciano namen het op. In Nederland is een versie uit 1955 op Philips Records van Trio Los Paraguayos bekend, waarin nog wordt verwezen naar de Mexicaanse achtergrond. Het nummer werd in 1956 door Toby Rix onder de titel Malle vent ja geparodieerd. Een andere opname met een Nederlandse bijdrage was de versie van James Last met Berdien Stenberg uit 1988.
De muziek werd gebruikt in films zoals Kill Bill 2, het werd toen gezongen door Chingon.

## Los Angeles
La Malagueña is een van de twee singles van Los Angeles, een groep Chileense en Spaanse straatmuzikanten uit Den Haag. Los Angeles werd begeleid door de musici uit Sandy Coast. Hans Vermeulen was de ontdekker van Los Angeles, muziekproducent voor Red Bullet en muzikant in Sandy Coast. De band Los Angeles kwam niet aan een langspeelplaat toe.

## Hitnotering

### Nederlandse Top 40
| Positie: | 29 | 9 | 4 | 3 | 5 | 8 | 17 | 27 | 34 | uit |

### NederlandseDaverende 30
De single werd van de eerste plaats afgehouden door Golden Earrings Radar Love.
| Positie: | 18 | 14 | 18 | 4 | 2 | 4 | 10 | 30 | 27 | uit |

### BelgischeBRT Top 30
| Positie: | 22 | 16 | 10 | 12 | 13 | - | 22 | 27 | 25 | uit |

### VlaamseUltratop 30
| Positie: | 24 | 19 | 11 | 16 | 20 | 22 | 27 | 28 | uit |

### NPO Radio 2 Top 2000
| Nummer met noteringen in de NPO Radio 2 Top 2000 | '99  | '00  |
| ------------------------------------------------ | ---- | ---- |
| La Malagueña                                     | 1901 | 1890 |

1. ↑  Een vetgedrukt getal geeft de hoogste notering aan.
2. ↑  Deze tabel is bijgewerkt tot en met de laatste editie (2024).